# Sébastien Truchet

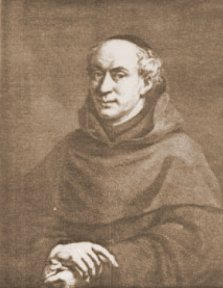
Sébastien Truchet

Sébastien Truchet (geboren 1657 in Lyon als Jean Truchet; gestorben 5. Februar 1729) – auch bekannt als Vater Sébastien (französisch Père Sébastien) – war ein französischer Priester, Mathematiker, Theoretiker und Erfinder. Heute ist er vor allem für seine Forschung und Entwicklung im Hinblick auf die nach ihm benannten Truchet-Fliesen bekannt. Allerdings wirkte er auch an einigen Erfindungen, u. a. in der Hydraulik und Physik, mit und gilt als einer der Erfinder der Schriftart Romain du Roi, auf deren Prinzip heute viele Vektorschriften beruhen.

## Leben
Truchet wurde 1657 in Lyon als Sohn eines reichen Kaufmannes geboren. Allerdings starb sein Vater, als Truchet noch sehr jung war, sodass ihn seine fromme Mutter aufzog. Sie sorgte sich liebevoll um ihn und versuchte alles, um ihm eine gute Bildung zu ermöglichen. Im Alter von 17 Jahren trat er in den Karmeliterorden ein und nahm den Namen Sébastien an.
1691 war er maßgeblich an der Einführung der Wasserwirtschaft in den Gärten von Versailles beteiligt. Daraufhin wurde er zu sämtlichen in der Folgezeit gebauten Kanälen in Frankreich konsultiert und leitete insbesondere den Betrieb des Canal d’Orléans. Zudem erfand er unzählige Maschinen wie Kanonen, Baumpflanzmaschinen, Sonnenuhren und Theaterkulissen. 1716/1717 bestätigte Truchet (wie sein Landsmann Jean Jacques d’Ortous de Mairan) die mathematische Korrektheit des Gravitationsmodells von Isaac Newton. Daraufhin verbreitete sich dieses auch in Frankreich.
Durch seine Studien wurde er zudem ab 1699 Professor an der Pariser Akademie der Wissenschaften. Die Lobrede hielt Bernard le Bovier de Fontenelle. Truchet starb am 5. Februar 1729 in Paris, seine Descriptions des Arts et Métiers blieben unvollendet.

### Die „Fallrampe auf einem Paraboloid“
1699 stellte Truchet laut der Histoire de l'Académie Royale des Sciences zudem eine „Maschine“ vor, die im selben Jahr zur Überprüfung des Galileischen Gesetzes gedient haben soll. Diese stellt sich wie folgt dar:

« Sur une cage parabolique d'axe vertical, est construite une rampe héli-foïdale formée de deux fils de laiton. Une bille roule sans glisser sur cette rampe, partant du sommet sans vitesse. »

„Auf einem Parabolkäfig mit vertikaler Achse ist eine spiralförmige Rampe aus zwei Messingdrähten aufgebaut. Auf dieser Rampe rollt ein Ball ohne zu rutschen, von oben beginnend ohne Geschwindigkeit.“

Ziel der Demonstration war es, dass die Kugel die verschiedenen Windungen gleichzeitig durchläuft, wenn Galileis Gesetz korrekt ist. Bei einem Experiment mit der Maschine konnte Truchet dadurch allerdings nicht oder nur teilweise nachweisen, dass Galileis Gesetz richtig ist. Dabei verwendete er zudem zwei gleiche Kugeln, um den Einsatz eines Zeitmessgeräts zu vermeiden und die experimentelle Überprüfung einfacher und deutlicher zu machen. Es ist anzunehmen, dass er hier seine Berechnungen nicht korrekt interpretierte und eventuell falsch schlussfolgerte.

### Typographische Studien und Entwicklung derRomain du Roi

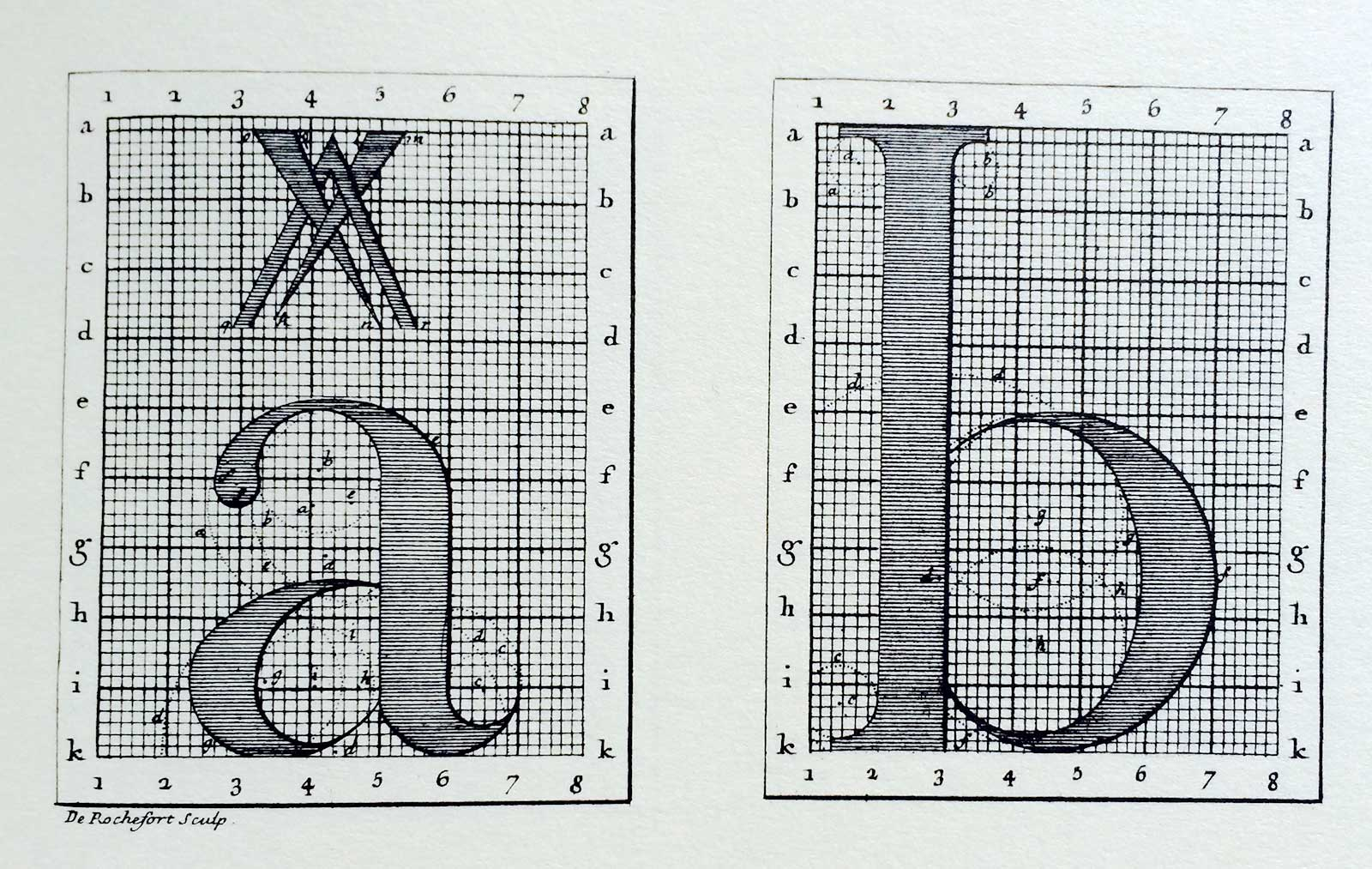
Romain du Roi

Ende des 17. Jahrhunderts entwickelte Truchet die Schriftart Romain du roi. Seinerzeit wurden der Schriftgrad von Schriftarten nicht wirklich gemessen, sondern pauschal nach ihren Gegebenheiten benannt, z. B. „fett“, „kursiv“, „halbfett“ usw., und wurden häufig nach den Büchern benannt, in denen sie erstmals verwendet wurden. Angestoßen durch die Aufklärung änderte sich dies aber. Angeregt durch die Errungenschaften anderer Länder berief im Auftrag von Ludwig XIV. Minister Jean-Baptiste Colbert diverse Wissenschaftler und Künstler nach Paris, um einen Leitfaden für Kunst, Handwerk und Handel zu erarbeiten. Truchet war neben Jean-Paul Bignon, Jacques Jaugeon und Gilles Filleau des Billettes federführend bei dieser Arbeit. Dabei entwickelte Truchet 1694 ein System, mit dem der Schriftgrad von Lettern schließlich messbar wurde.
Dabei nutzte er eine Methode der Silberschmiede, bei der ein Fuß in Zwölftel eingeteilt wurde, um möglichst kleine Liniengrößen zu ermitteln. Allerdings nutzte er hierbei ursprünglich das französische Fußmaß, das sich leicht vom englischen Fuß unterschied. Truchet teilte den Fuß in zwölf gleichgroße Zoll-Bereiche, diese in zwölf gleich große Linien und diese wiederum in zwölf Punkte. Ein Punkt entsprach umgerechnet einer Länge von 0,188 mm; dies ist das sogenannte „Königsmaß“.
Sein erster Plan richtete sich nach folgenden Prinzipien:
- Buchstabengrößen sind messbar. Sie basieren auf einer festgesetzten Längeneinheit.
- Die Auswahl an Lettergrößen wird durch folgende Regeln klassifiziert: Größen sind das Resultat eines hinzugefügten Zuwachses, der einer bestimmten geometrischen Reihe folgt. Die sind 7.5, 9, 10.5, 12, 15, 18, 21, 24, und so weiter.
- 7.5 gilt als Grundmaß. Es entspricht Buchstaben aus 7.5 Punkten des Königsmaßes.
- Schriftgrößen ergeben sich nun als Vielfaches des Königmaßes ci.

Ab 1695 nutzte Truchet dann 1/24 statt einem Zwölftel. Nun wurde die Größe mittels folgender Formel berechnet: C0=7.5, Ci=Ci-1+1.5×2i 4. Später nutzte er ein drittes Schema, bei dem er ein 1/204 als Punktmaß nutzte. Dies entspricht dem heutigen Maß für Schriftarten von 2.3 dpi.
Aus seinen Studien entwickelte Truchet schließlich die Schriftart Romain du roi. Sie löste die seinerzeit traditionell vorherrschende Schriftart Garamond ab und gilt als erste, die mathematischen Prinzipien folgt und sich einfach vervielfältigen lässt. Sie ist zudem eine Vektorschrift, also eine Schriftart, deren Zeichendarstellungen durch einen (evtl. durchbrochenen) Linienzug erstellt werden. Die Schrift bildet eine Brücke zwischen den Renaissance-Barock-Schriften und den klassizistischen Schriften und war Grundlage für viele Antiqua-Schriftarten.
An der druckfertigen Vollendung der Schrift war Truchet aber nicht mehr beteiligt, denn diese erfolgte offiziell erst 1745. Aus den Zeichenstudien entwickelte Philippe Grandjean de Fouchy im 18. Jahrhundert Lettern, sodass die Schriftart auch gedruckt werden konnte.

### Truchet-Fliesen

Beispiel für ein regelmäßiges Fliesenmuster nach Truchet

Um 1705 entwickelte Truchet auch die bis heute nach ihm benannten Fliesen. Dabei handelt es sich um quadratische Fliesen mit verschiedenen dekorativen Mustern, die keine Rotationssymmetrie aufweisen. Sie wurden ab den 1980er Jahren durch Cyril Stanley Smith einer breiten Masse bekannt und dienen heute vor allem der Visualisierung in der Informatik und werden im Grafikdesign verwendet. Die Fliesen können so vielfältig angeordnet werden, dass unzählige einzigartige Muster entstehen können. Dabei hängt die Orientierung jeder Kachel von ihrer Position innerhalb der gefliesten Fläche ab, sodass sich je nach Anordnung stets neue Muster visualisieren lassen.

## Trivia
Am Hôtel Amelot de Bisseuil in Paris befinden sich vier Tafeln mit Sonnenuhren, die Truchet zugeschrieben werden.

## Werke
- Méthode pour faire une infinité de desseins différens, avec des carreaux mi-partis de deux couleurs par une ligne diagonale, ou Observations du P. Dominique Douat, chez Florentin de Laulne, Paris, 1722